# Roca Foradada del Passador
La Roca Foradada del Passador és una muntanya de 163 metres que es troba al municipi de Tivenys, a la comarca catalana del Baix Ebre.